# 나이트 라이더 (드라마)
《나이트 라이더》(영어: Knight Rider)는 NBC에서 2008년 9월 24일부터 2009년 3월 4일까지 방영된 액션 텔레비전 시리즈이다. 동명 NBC 텔레비전 시리즈 《전격 Z작전》(1982-86)의 속편이다.

## 개요
찰스 그레이먼 박사는 플래그를 연방수사국(FBI)과 국가안보국(NSA)의 감독 하에 놓인 비밀 첩보 기관으로 재정비한다. 마이클 나이트의 아들인 육군 레인저 출신 마이크 트레이서는 죽음을 위장하고 마이크 나이트 2세로 다시 태어나 킷을 타고 임무를 수행한다.

## 출연
- 저스틴 브루닝 - 마이클 "마이크" 나이트 / 마이크 트레이서 역
- 디애나 루소 - 세라 그레이먼 박사 역
- 밸 킬머 - 킷 역 (목소리)
- 폴 캠벨 - 기술 전문가 빌리 모건 역
- 스미스 조 - 기술 전문가 조이 채 역
- 브루스 데이비슨 - 찰스 그레이먼 박사 역
- 시드니 타미아 포이티어 - FBI 특수 요원 캐리 리바이 역
- 얜시 아리어스 - NSA 요원 앨릭스 토레스 역
- 피터 컬런 - 카 2.0(KARR 2.0) 역 (목소리)